# Anthochaera phrygia
Anthochaera phrygia là một loài chim trong họ Meliphagidae.
Đây là loài đặc hữu của đông nam Australia. Loài này thường được coi là một loài biểu trưng trong phạm vi của phân bố, với những nỗ lực bảo tồn nó có tác động tích cực đến nhiều loài khác có chung môi trường sống. Nghiên cứu di truyền gần đây cho thấy loài này có liên quan mật thiết với loài chim Anthochaera.

## Hình ảnh

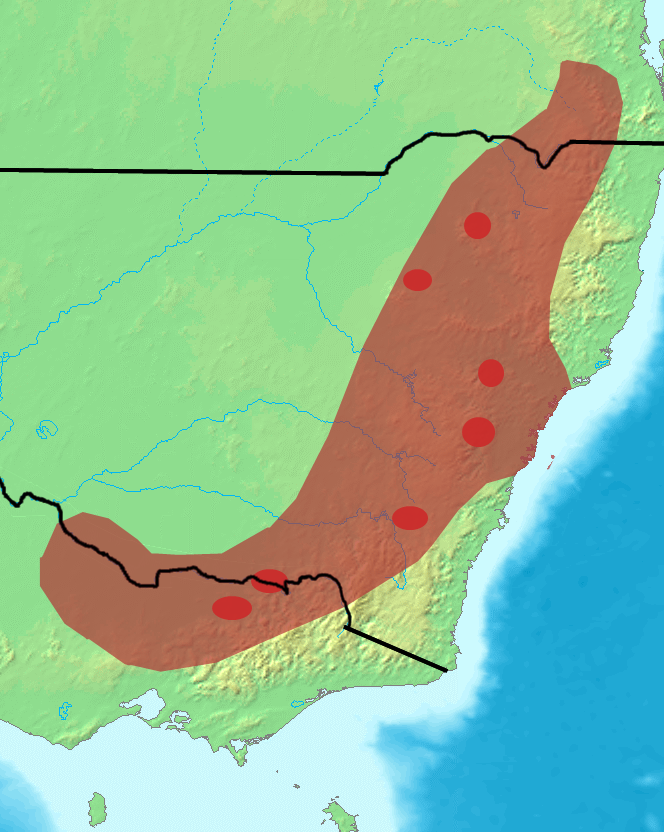